# Кловер-Лиф
Кловер-Лиф (англ. Clover Leaf) — тауншип в округе Пеннингтон, Миннесота, США. На 2000 год его население составило 70 человек.

## География
По данным Бюро переписи населения США площадь тауншипа составляет 69,6 км², из которых 69,6 км² занимает суша, a вода составляет 0,04 %.

## Демография
По данным переписи населения 2000 года здесь находились 70 человек, 26 домохозяйств и 21 семья. Плотность населения —  1,0 чел./км². На территории тауншипа расположена 31 постройка со средней плотностью 0,4 построек на один квадратный километр. Расовый состав населения: 98,57 % белых и 1,43 % коренных американцев.
Из 26 домохозяйств в 42,3 % воспитывались дети до 18 лет, в 80,8 % проживали супружеские пары и в 15,4 % домохозяйств проживали несемейные люди. 15,4 % домохозяйств состояли из одного человека, при том 7,7 % из — одиноких пожилых людей старше 65 лет. Средний размер домохозяйства — 2,69, а семьи — 2,95 человека.
24,3 % населения — младше 18 лет, 5,7 % — в возрасте от 18 до 24 лет, 27,1 % — от 25 до 44, 32,9 % — от 45 до 64, и 10,0 % — старше 65 лет. Средний возраст — 43 года. На каждые 100 женщин приходилось 105,9 мужчин. На каждые 100 женщин старше 18 приходилось 112,0 мужчин.
Средний годовой доход домохозяйства составлял 31 667 долларов, а средний годовой доход семьи —  31 250 долларов. Средний доход мужчин —  20 625  долларов, в то время как у женщин — 13 750. Доход на душу населения составил 14 026 долларов. За чертой бедности не находилась ни одна семья и 1,4 % всего населения тауншипа, из которых 10,0 % старше 65 лет.